# Wapen van Oostflakkee

Wapen van Oostflakkee

Het wapen van Oostflakkee werd op 9 juni 1966 bij Koninklijk Besluit aan de nieuw opgerichte gemeente Oostflakkee toegekend. Sinds 1 januari 2013 valt Oostflakkee onder de gemeente Goeree-Overflakkee. Het wapen van Oostflakkee is daardoor komen te vervallen.  In het wapen van Goeree-Overflakkee zijn geen elementen uit het wapen van Oostflakkee overgenomen.

## Blazoenering
De blazoenering van het wapen luidde als volgt:
Doorsneden : I gedeeld : a in keel een zilveren schildje, waaroverheen een karbonkel van goud, b in sinopel een dwarsbalk van zilver, II in sabel een opengeslagen bijbel van zilver, gebonden van purper, goud op snede, bedrukt met de griekse hoofdletters alpha en omega van keel, op elke bladzijde een. Ter rechterzijde 3 lelievormige sloten van goud. Het schild gedekt met een gouden kroon van 3 bladeren en 2 paarlen
De heraldische kleuren in het wapen zijn keel (rood), goud (geel), sinopel (groen) en zilver (wit). Het purper kan ook als heraldische kleur worden gezien. Het schild is gedekt met een gravenkroon.

## Geschiedenis
Oostflakkee is in 1966 ontstaan door samenvoeging van Den Bommel, Ooltgensplaat en Oude-Tonge. De wapens van deze gemeenten zijn niet zonder meer gecombineerd tot een nieuw wapen, maar men heeft voor iedere oorspronkelijke gemeente een symbool gekozen: voor Ooltgensplaat het wapen van het Graafschap Kleef, als verwijzing naar Adolf van Kleef die de eerste bedijker van Ooltgensplaat was. Voor Oude-Tonge koos men het wapen van Oude-Tonge. Voor Den Bommel is de bijbel uit de kerk van Den Bommel gekozen, die is afgebeeld op het wapen van Den Bommel.

## Verwante wapens

Het wapen van het graafschap Kleef
Het wapen van Oude-Tonge
Het wapen van Den Bommel